# Alagoas
Alagoas je jeden z 26 brazilských spolkových států, nachází se v severovýchodní části země na pobřeží Atlantského oceánu. Jeho hlavním městem je Maceió.
Alagoas má hranice s brazilskými spolkovými státy Pernambuco, Sergipe a Bahia, dále leží na pobřeží Atlantského oceánu.
Velkou turistickou atrakcí jsou 230 kilometrů dlouhé bílé pláže na pobřeží Atlantského oceánu. 65 km pláží leží v oblasti hlavního města Maceió.
Podél řeky Rio São Francisco, která tvoří hranici se státem Sergipe, leží historická města z koloniální doby.

## Ekonomika
Většina obyvatel Alagoas žije z turistického ruchu a z pěstování cukrové třtiny. Polovinu území státu tvoří plantáže cukrové třtiny, zbytek se využívá na chov hovězího dobytka, na chov drůbeže, na pěstování ananasu, banánů, bavlny, kokosových ořechů a rýže.
Průmysl vyrábí potraviny a textilie, těží se železná ruda, ropa a zemní plyn.

## Obyvatelstvo
Přes polovinu obyvatelov Alagoas žije ve městech. Největší města a počtem obyvatel k 1. červenci 2004:
- Maceió – 884 320
- Arapiraca – 197 520
- Palmeira dos Indios – 69 211
- Rio Largo – 66 915
- Penedo – 59 429
- Uniao dos Palmares – 59 233
- Coruripe – 44 313
- Santana do Ipanema – 44 254
- Delmiro Gouveia – 43 909
- Sao Miguel dos Campos – 43 265
- Campo Alegre – 43 213
- Atalaia (Brazílie) – 41 572
- Marechal Deodoro – 41 538
- Teotonio Vilela – 40 584
- Pilar – 32 200
- Sao Sebastiao – 31 396
- Girau do Ponciano – 30 405

Většina obyvatel je portugalského původu, černoši jsou potomci otroků dovezených na plantáže cukrové třtiny.